# Fluorocarboni

Alguns fluorocarbonis importants:
A: fluorometà
B: isoflurà
C: un CFC
D: un HFC
E: àcid tríflic
F: tefló
G: PFOS
H: fluorouracil
I: Prozac

Els fluorocarbonis, o fluorocarburs, són compostos químics que contenen enllaços químics de carboni-fluor. La relativament baixa reactivitat i alta polaritat de l'enllaç carboni-fluor els dona característiques úniques. Els fluorocarbonis tendeixen a trencar-se molt lentament en el medi ambient i, per tant, molts es consideren contaminants orgànics persistents. Molts fluorocarbonis comercialment útils també contenen hidrogen, clor i brom.

## Classes de fluorocarbonis

### Clorofluorocarbonis i hidrofluorocarbonis
Els clorofluorocarbonis (CFCs) són fluorocarbonis que també contenen àtoms de clor. Van ser usats en la indústria com a refrigerants, propel·lents i disolvents de neteja, però actualment gairebé estan prohibits del tot per atacar l'ozó.
Els hidrofluorocarbonis (HFCs) són hidrocarburs amb alguns àtoms d'hidrogen reemplaçats per fluor. No ataquen l'ozó.

### Fluoropolímers
L'exemple més conegut és el tefló, són resistents i químicament inerts i elèctricament aïllants. Altres són el fluorur de polivinil ([CH₂CF₂]n) i el policlorotrifluoroetilè ([CFClCF₂]n, abreujat como PCTFE o Kel-F).

## Usos
Es fan servir principalment com anestèsics, refrigerants, propel·lents i dissolvents.